# Hydrovatus oblongiusculus
Hydrovatus oblongiusculus är en skalbaggsart som beskrevs av Régimbart 1895. Hydrovatus oblongiusculus ingår i släktet Hydrovatus och familjen dykare. Inga underarter finns listade i Catalogue of Life.